# Голота Петро Іванович
Петро́ Іва́нович Голо́та (справжнє прізвище — Мельник; 12 липня 1902, село Балашівка, нині у складі Кропивницького — 8 листопада 1949, Снятин, нині Івано-Франківської області) — український письменник (поет, прозаїк), журналіст, художник. Інші псевдоніми — Петро Балашівський, П. Балаш. Один із учасників літературного угрупування «Молодняк». Жертва сталінських репресій.

## Життєпис

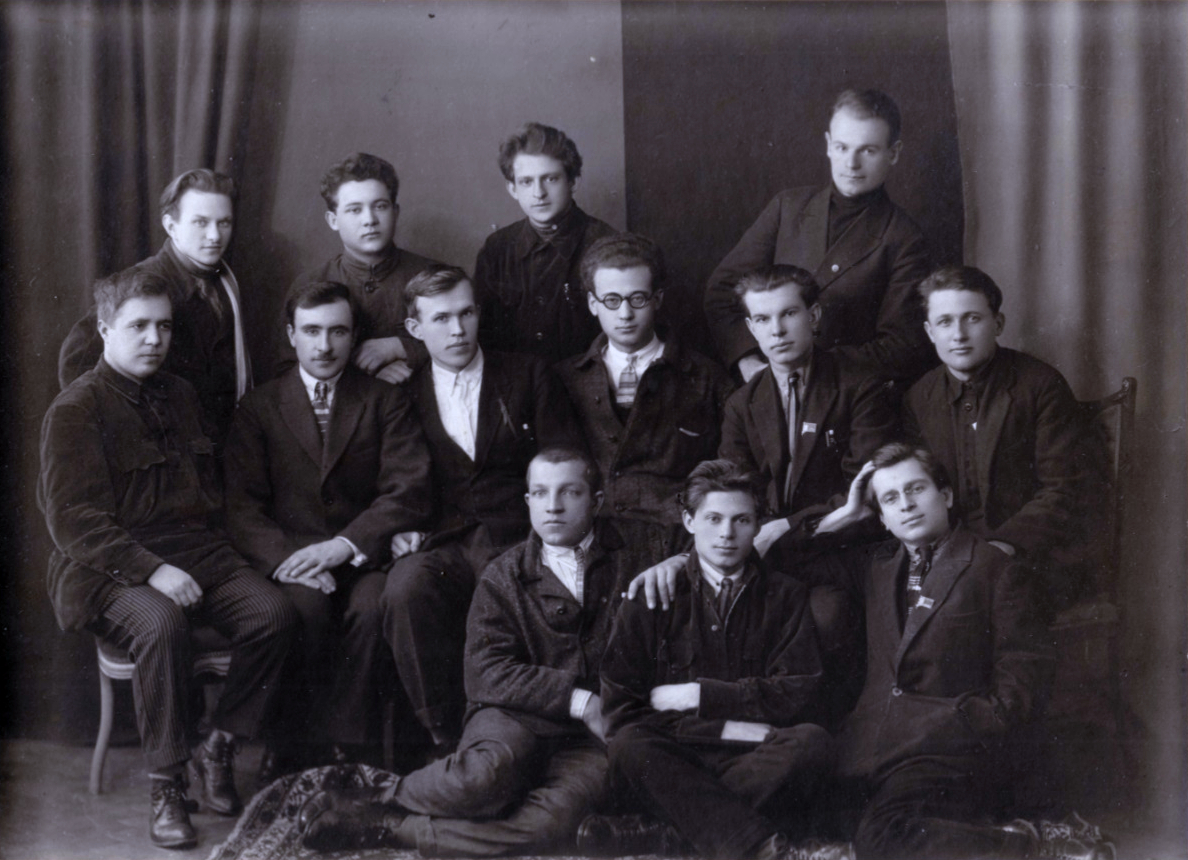
Літературна організація «Молодняк». 1927. Зліва направо: сидять унизу Олексій Кундзіч, Павло Усенко, Петро Голота; в середньому ряду Дмитро Гордієнко, Олесь Донченко, Терень Масенко, Леонід Первомайський, Іван Момот, Марко Кожушний; стоять угорі Іван Ковтун (Юрій Вухналь), Ярослав Гримайло, Борис Даніман (завідувач відділу друку ЦК ЛКСМУ і член редколегії журналу «Молодняк»), Володимир Кузьмич.

Петро Мельник народився у передмісті Єлисаветграда в бідній селянській сім'ї, яка не мала змоги забезпечити йому початкову освіту. Через це хлопець самотужки навчався грамоти, проводячи ночі за книжками. З раннього віку виявляв хист до малювання, ліпив фігурки з глини.
У дванадцятирічному віці змушений був піти в найми. Потрапив до жорстоких господарів, які знущалися з нього. Щоденні знущання й моральне виснаження призвели до спроби самогубства — юнак кинувся під потяг. Він дивом вижив, проте втратив ліву руку. Незважаючи на це, згодом продовжив займатися малюванням і писати поетичні твори.
Читати та писати навчився самотужки, випасаючи днями череду. Екстерном склав іспити за курс навчання в Єлисаветградській чоловічій гімназії. У 1921—1923 роках відвідував літературний семінар Валерія Брюсова в Московському університеті. 
У 1930-х роках Петро Голота переживав складний період у житті, зумовлений постійною невпевненістю в майбутньому та відсутністю можливості публікуватися. 
З 1932 року його твори перестали проходити цензуру і поверталися з редакцій без друку. Це призвело до глибокої психологічної кризи та зловживання алкоголем. 
Відомо також про спробу самогубства шляхом повішення. Завдяки вчасному втручанню близьких Петро Голота залишився живим.
Попри складні обставини, йому вдалося уникнути репресій, що спіткали значну частину української інтелігенції в 1930-х роках. Існують дві основні версії щодо причин цього. За однією з них, Голота перебував у місцях ув’язнення в цей період, однак не за політичною справою, і був звільнений незадовго до початку Другої світової війни. Інша версія припускає можливу співпрацю письменника з радянськими спецслужбами, що може пояснювати відсутність документальних свідчень про його діяльність у той період або їх недоступність для дослідників.
У роки Німецько-радянської війни деякий час працював у редакції прифронтової радіостанції «Дніпро». Після вигнання нацистів із Харкова працював у газеті «Соціалістична Харківщина».
У 1944—1949 роках жив у Снятині, де працював у газеті «Ленінська правда» .
Належав до Спілки селянських письменників «Плуг», літературних організацій «Молодняк», ВУСПП.

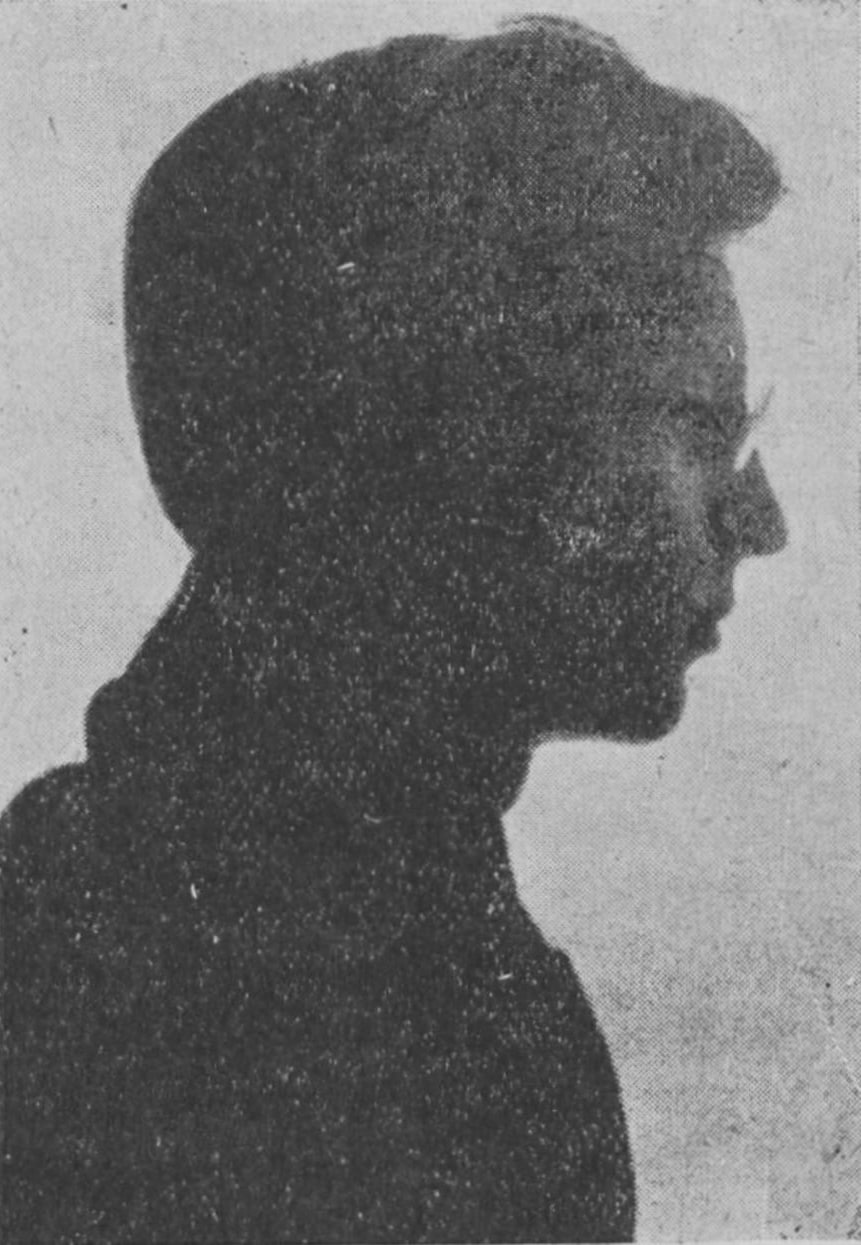
Петро Голота, 1927.

## Творчість
1921 року в Єлисаветграді 19-річний Петро дебютував збіркою віршів «Тернистий шлях до волі й освіти», в якій проявив себе як поет-трибун.
У наступних поетичних збірках Голоти «Степи — заводові» (1925), «Пісня під гармонію» (1928), «Трактор» (1931), поемі «Будні» (1928) основними темами стали соціалістичне будівництво на селі та в місті, дружба народів, пролетарська солідарність.
Голота — автор збірок нарисів «В дорозі змагань» (1925), «Трамваї у ярах» (1931), збірок повістей і оповідань «Бруд», «Аль-Кегаль» (обидві — 1929), «Дні юності» (1930), роману «Сходило сонце» (1930). Прозові твори письменника присвячено комсомольському життю молоді, її революційній діяльності, мужності в роки громадянської війни.
Писав також для дітей. До таких творів належить казка «Паротяг» (1928).
Деякі вірші Петра Голоти поклав на музику композитор Павло Сениця.
Крім літературної творчості, Петро Іванович приділяв увагу малюванню. Зокрема, він ілюстрував свої твори, оформляв декорації для театрів. Живучи в Снятині, створив близько 40 акварелей до творів Марка Черемшини. Вони зберігаються в літературно-меморіальному музеї Марка Черемшини у Снятині.